# Yuzuki Akiyama
Yuzuki Akiyama (japonès: 秋山 ゆずき)  (prefectura de Saitama, 14 d'abril de 1993) és una actriu japonesa que va saltar a la fama pel seu paper a la pel·lícula independent Kamera o Tomeru na!.
Es va donar a conèixer com a ídol juvenil amb el nom artístic de Yuzuki Hashimoto el 2008. A partir del 2010 es va centrar en el teatre, fent diversos papers a l'escenari, fins que va canviar el seu nom artístic a Yuzuki Akiyama el 2012. El 2017, va protagonitzar la pel·lícula de comèdia zombi Kamera o Tomeru na!, la qual va ser un gran èxit al Japó i a nivell internacional.